# David Fauquemberg
Œuvres principales
- Nullarbor (roman, 2007)
- Mal Tiempo (roman, 2009)
- Manuel El Negro (roman, 2013)

David Fauquemberg est un écrivain et traducteur français né en 1973, auteur de Nullarbor (prix Nicolas-Bouvier 2007) et Mal tiempo (Fayard, 2009). Ce reporter pour les revues XXI, Long cours et le magazine Géo est en outre traducteur depuis l'anglais, notamment de l'Écossais James Meek, de l’Américain Willy Vlautin ou du Canadien Robert Hunter.

## Biographie
Le premier roman commence aux portes orientales de la plaine de Nullarbor. Mais l'essentiel de la narration souvent laconique porte sur les rencontres sur la route en Australie-Occidentale d'un pauvre chemineau venu de Melbourne, donne un tableau sans concession de la petite pêche lucrative depuis Fremantle au large dans l'océan Indien, s'attarde sur les rivages et les mangroves près de Broome, en particulier ceux des terres aborigènes de Wreck point. La partie ultime décrit une grande famille aborigène qui accueille le vagabond français enfin dénommé Napoléon ou Yagoo. Elle appartient, comme la femme gardienne de la mémoire le lui rappelle, essentiellement au peuple Bardi, déporté au milieu du XXe siècle de l'île Sunday vers les rivages à la fois splendides, austères et dangereux de la Grande Terre australe. 
Son second roman, Mal tiempo, l'histoire d'un boxeur cubain, a reçu le prix Millepages 2009, et le Prix littéraire des Hebdos en Région en 2010.

## Œuvres
Romans
- Nullarbor, collection étonnants voyageurs, Hoëbeke, 2007,  (ISBN 978-2-84230282-5) ; en poche collection Folio (Gallimard) no  4900, 2009  (ISBN 978-2-07036114-4)
- Mal Tiempo, Fayard, 2009.  (ISBN 978-2-21363695-5) ; en poche collection 10-18, 2009  (ISBN 978-2-26405156-1).
- Manuel El Negro, Fayard, 2013  (ISBN 978-2-213-65490-4).
- Bluff, Stock, 2018,  (ISBN 9782234079823).

GéoGuide
- Coauteur de plusieurs titres publiés par Gallimard-Loisirs, notamment : Andalousie, Espagne Côte est, Cuba, Argentine, Australie

## Traductions
- James Meek, The People's Act of Love,  Un acte d'amour, Métaillé 2007  (ISBN 978-2-86424-607-7)
- James Meek, We Are Now Beginning Our Descent, Nous commençons notre descente, Métaillé, 2008  (ISBN 978-2-86424-657-2)
- Willy Vlautin, Motel Life et Plein Nord, Albin Michel, coll. « Terres d’Amérique »
- Robert Hunter, Les Combattants de l’Arc-en-Ciel, Gallmeister
- T. J. English (en), Nocturne à la Havane, éditions de la Table Ronde, 2010  (ISBN 978-2-7103-3120-9)
- Liam McIlvanney, Les Couleurs de la ville, Métaillé 2010  (ISBN 978-2-86424-748-7)
- Sam Eastland, L’Œil du tsar rouge, Anne Carrière, 2011,  (ISBN 978-2-84337578-1)
- Eduardo Halfon, Canción, Quai Voltaire, 2021,  (ISBN 979-10-371-0754-1)
- Benjamin Labatut, Maniac, Grasset, 2024,  (ISBN 978-2-246-83342-0)